# 松久博記
松久 博記（まつひさ ひろき、1986年1月13日 - ）は、日本の男性声優。岡山県生まれ、京都府育ち。

## 略歴
専門学校東京アナウンス学院、プロ・フィット声優養成所、AIR AGENCY声優養成所出身。
2020年12月に退所を発表した。

## 人物
趣味は太極拳、ビンテージの服を見ることをそれぞれ挙げている。特技にはバスケットボールを挙げている。

## 出演
太字はメインキャラクター。

### テレビアニメ
2010年
- おおかみかくし（町田右潮）

2015年
- 黒子のバスケ（運転手、会長）
- うしおととら（法力僧F）

2016年
- 紅殻のパンドラ（乗客B）

2018年
- 銀河英雄伝説 Die Neue These（騎士団）

2019年
- 魔法少女特殊戦あすか（隊員A）

2020年
- いわかける! - Sport Climbing Girls -（男性C、男性B、審判）
- アイドリッシュセブン Second BEAT!（スタッフB）
- 池袋ウエストゲートパーク（男C、レッドエンジェルスA）

2021年
- イジらないで、長瀞さん（男性）

### 劇場アニメ
- 人体のサバイバル!（2020年、教授）

### ゲーム
- おおかみかくし（2009年、町田右潮）
- 蒼穹のスカイガレオン（2015年、スルト、ヨルムンガンド、フンババ、コウテイ、アウィツォトル、アダド、イツァムナー）
- 破軍・三国志（2018年）
- うたわれるもの斬（2018年）
- BLUE PROTOCOL[3]（2023年）

### 吹き替え

#### 映画
- 1944 独ソ・エストニア戦線（アントン）
- クリプトン (テレビドラマ)[4]
- ゲイト・オブ・ザ・サン 〜終わりなき聖戦〜（ジャワド）
- シャークトパス VS プテラクーダ（英語版）（リック・ホフマン〈トニー・エヴァンジェリスタ（英語版）〉）
- トランスポーター（ダン、アンワル、ヨセフ、ファレリー、厩務員）
- ニック/NICK 狼の掟（男、刑事）
- パーフェクトマン 完全犯罪（マチュー・バサー〈ピエール・ニネ〉）
- プラスティック (2014年の映画)（英語版）（フォーディ〈ウィル・ポールター〉）
- MYTHICA ミシカ（ゾアロク）
- レイジング・ドッグス（英語版）（マニュ[5]〈フランク・ガスタンビドゥ〉）

### オーディオドラマ
- 熾天使空域 銀翼少女達の戦争（2016年、駅員[6]）

### デジタルコミック
- フェンリル母さんとあったかご飯＠COMIC（2020年[7]）

### ドラマCD
- VOID（レストラン店員）

### その他コンテンツ
- リアルオン（CMナレーション、チバテレビ）